# Улла Ган
Улла Ган (народилася 30 квітня 1945 у Брахтаузені, сьогодні Кірхундем у Зауерланді) — німецька письменниця і журналістка. Її вважають однією з найвизначніших поетес сучасності.

## Біографія
Улла Ган виросла разом зі своїм братом у Монгаймі-на-Рейні. Закінчивши середню школу та пройшовши навчання канцелярського службовця, Ган отримала диплом про середню освіту в 1964 році. Згодом вона вивчала німецьку мову, соціологію та історію в Кельнському університеті . У 1978 році вона отримала докторський ступінь за дисертацію «Тенденції розвитку західнонімецької та соціалістичної літератури шістдесятих років» філ. докторський ступінь. Ган працювала журналісткою, зокрема в літературному відділі Радіо Бремен — а з 1978 року як викладачка в університетах Бремена, Гамбурга та Ольденбурга. Свого часу вона була членом Комуністичної партії Німеччини .
Після того як Ган опублікувала свої перші вірші на початку 1970-х років, Марсель Райх-Раніцкі розрекламував її твори напередодні Франкфуртського книжкового ярмарку 1981 року. Том поезії Herz über Kopf став бестселером, досягнувши накладу 18 000 примірників до 1983 року. Frankfurter Allgemeine Zeitung пізніше похвалила «мистецьку несамовитість у грі з літературною традицією» письменниці, тоді як Die Zeit розкритикувала її «надто очевидне бажання конструювати». У наступні роки Ган опублікувала збірки Freudenfeuer і Unerhörte Nähe, хоча останній том отримав неоднозначні відгуки критиків. Ган також працювала як літературний критик. У 1991 році вона опублікувала свій перший роман «Чоловік у домі», який був здебільшого відхилений критиками.
Потім Ган знову присвятила себе поезії і лише через десять років опублікувала свій другий роман «Приховане слово» . Роман був позитивно оцінений багатьма оглядачами, серед інших, Neue Zürcher Zeitung засвідчила «великий оповідний талант» авторки. Натомість, Марсель Райх-Раніцький розкритикував роман в "Літературному квартеті ", оцінивши твір Ган як «сповнену ненависті тираду» та «очевидну спробу знищення». Сюжет роману розгортається навколо дівчини, яка виривається з батьківського дому у світ літератури. Тут, як і в продовженнях Aufbruch і Spiel der Zeit, можна розпізнати автобіографічні елементи. Романний цикл завершила книга «Нас чекають», що вийшла друком у 2017 році.
З 1987 року Ган є членом Вільної академії мистецтв Гамбурга та ПЕН-центру Німеччини . Вона підписала так зване «Звернення 33», яке було ініційоване журналом EMMA після федеральних виборів 2005 року і закликало до справедливого розгляду результатів виборів. Ім'я Ган носить авторська премія імені Улли Ган міста Монгайм-на-Рейні, яка вручається кожні два роки з 2012 року. У 2013 році в будинку її батьків було відкрито Дім Улли Ган, присвячений дитячій та молодіжній культурі з акцентом на популяризацію мови й читання.

## Нагороди

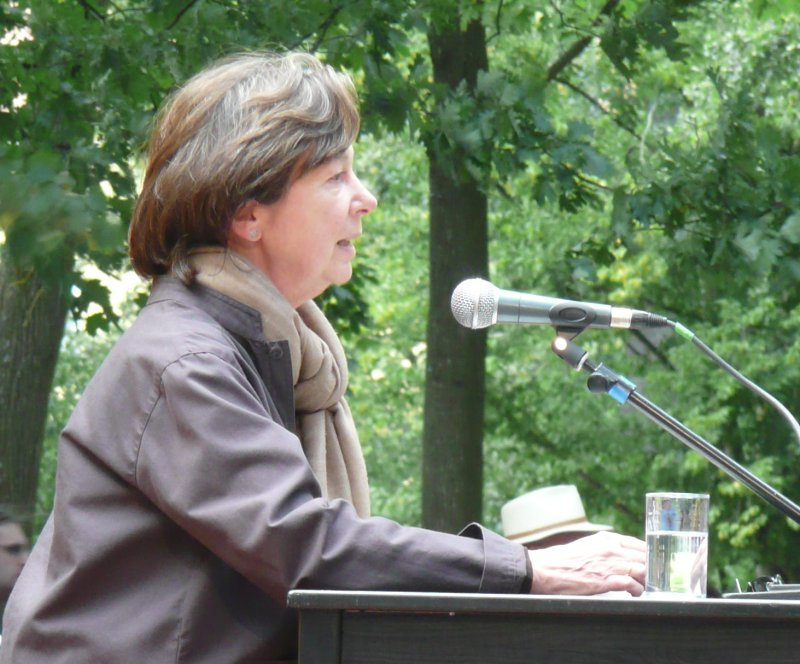
Улла Ган на фестивалі поетів в Ерлангені (2009)

- 1981: Премія Леонса та Лени за суверенне використання ліричної традиції
- 1981: Стипендія Німецької академії Римська Вілла Массімо
- 1982/1983: Стипендія Villa Massimo
- 1984: Стипендія від Märkischer Kreis
- 1985: Премія Фрідріха Гельдерліна міста Бад-Гомбург
- 1985: Бранденбурзька стипендія з літератури[14]
- 1986: Премія Росвіти
- 1987/88: Письменниця міста Берген-Енкгайма
- 1990: Федеральний хрест заслуг на стрічці
- 1994: Премія Цицерона
- 2002: Німецька книжкова премія[14]
- 2006: Літературна премія Елізабет Ланггессер
- 2006: Літературна премія Герти Кеніг
- 2010: Літературна премія імені Іди Демель
- 2010: Орден «За заслуги перед землею Північний Рейн-Вестфалія»
- 2011: Почесний доктор факультету сучасних мов Гейдельберзького університету Рупрехта Карла
- 2013: Почесне членство Товариства Ельзи Ласкер-Шулер
- 2018: Літературна премія Ганнелор Ґреве
- 2022: Лекція поезії Джозефа Брайтбаха

## Твори

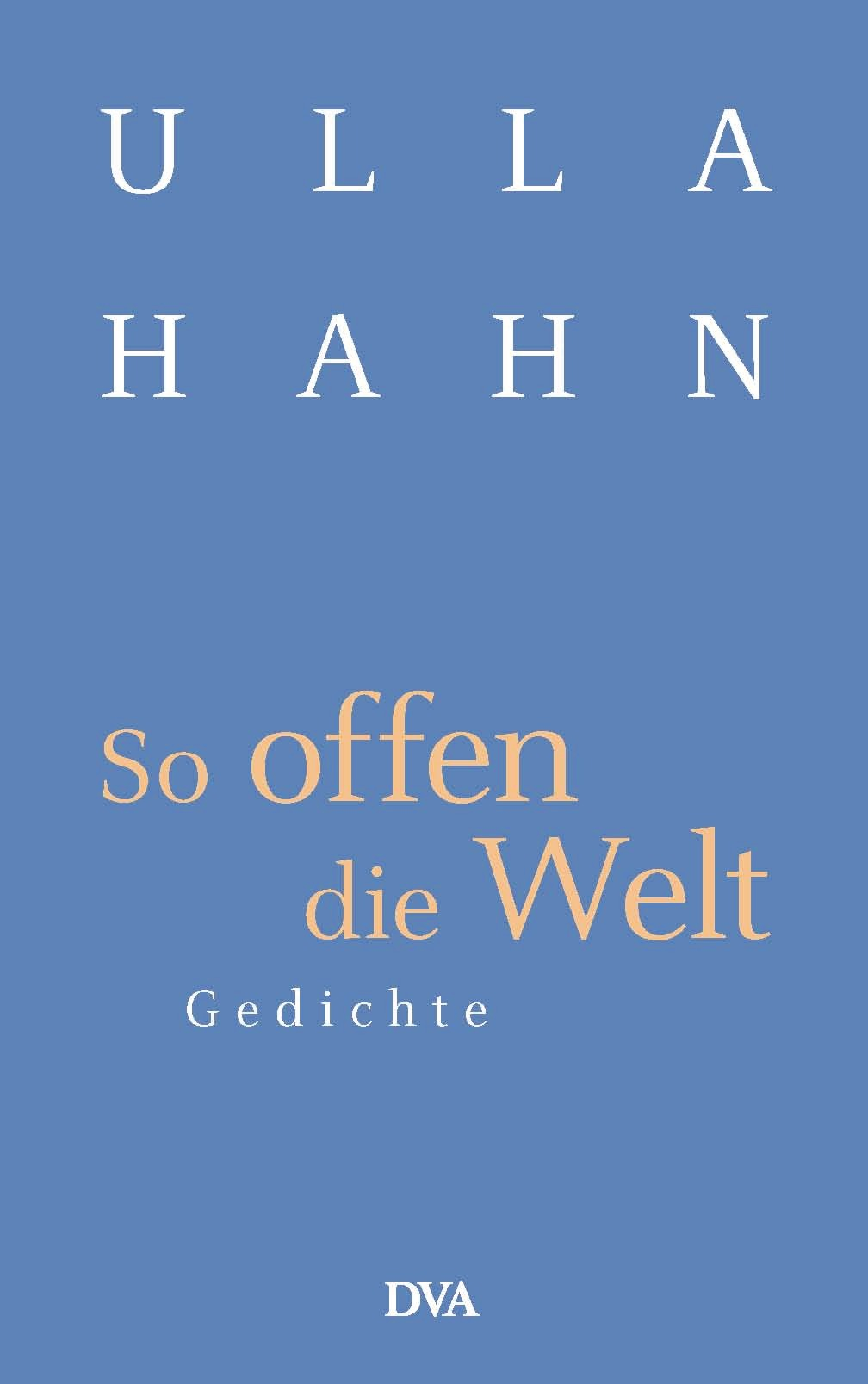
Такий відкрий світ (2004)

### Поезії
- Herz über Kopf. Gedichte. Deutsche Verlags-Anstalt. 1981. ISBN 3-421-06073-8.
- Spielende. Gedichte. Deutsche Verlags-Anstalt. 1983. ISBN 3-421-06155-6.
- Freudenfeuer. Gedichte. Deutsche Verlags-Anstalt. 1985. ISBN 3-421-06277-3.
- Unerhörte Nähe. Deutsche Verlags-Anstalt. 1988. ISBN 3-421-06310-9.
- Liebesgedichte. Deutsche Verlags-Anstalt. 1993. ISBN 3-421-06655-8.
- Epikurs Garten. Deutsche Verlags-Anstalt. 1995. ISBN 3-421-05009-0.
- Schloss umschlungen. Ed. Pongratz. 1996. ISBN 3-931883-01-9.
- Galileo und zwei Frauen. Deutsche Verlags-Anstalt. 1997. ISBN 3-421-05073-2.
- Bildlich gesprochen. Hörverlag. 1999. ISBN 3-89584-728-3.
- Süßapfel rot. Reclam. 2003. ISBN 3-15-018249-2.
- So offen die Welt. Deutsche Verlags-Anstalt. 2004. ISBN 3-421-05816-4.
- Wiederworte. Deutsche Verlags-Anstalt. 2011. ISBN 978-3-421-04524-9.
- Gesammelte Gedichte. Deutsche Verlags-Anstalt. 2013. ISBN 978-3-421-04220-0.
- stille trommeln. Neue Gedichte aus zwanzig Jahren. Penguin. 2021. ISBN 978-3-328-60147-0.

### Проза
- Література в дії. Про розвиток оперативних літературних форм у ФРН (= Athenaion-Literaturwissenschaft . Том 9). Akademische Verlagsgesellschaft, Wiesbaden 1978, ISBN 3-7997-0689-5 (також дисертація в Гамбурзькому університеті, факультет лінгвістики 1978, під назвою: Тенденції розвитку західнонімецької демократичної та соціалістичної літератури шістдесятих років).
- Ein Mann im Haus. Deutsche Verlags-Anstalt. 1991. ISBN 3-421-06603-5.
- Das verborgene Wort. Deutsche Verlags-Anstalt. 2001. ISBN 3-421-05457-6.
- Unscharfe Bilder. Deutsche Verlags-Anstalt. 2003. ISBN 3-421-05799-0.
- Liebesarten. Deutsche Verlags-Anstalt. 2006. ISBN 3-421-05953-5.
- Dichter in der Welt – Mein Schreiben und Lesen. 2006. ISBN 3-421-05951-9.
- Aufbruch. Deutsche Verlags-Anstalt. 2009. ISBN 978-3-421-04263-7.
- Spiel der Zeit. Deutsche Verlags-Anstalt. 2014. ISBN 978-3-421-04585-0.
- Wir werden erwartet. Deutsche Verlags-Anstalt. 2017. ISBN 978-3-421-04782-3.
- Tage in Vitopia. Penguin Verlag. 2022. ISBN 978-3-328-60268-2.